# Флувія
Флувія (Catalan pronunciation: [fluβiˈa]) — річка в Каталонії. Вона бере початок у трансверсалі Серралада, проходить через Олот і Бесалу і впадає в Середземне море біля Сант-Пере-Пескадор. Стародавнє місто Емпурієс було засноване біля гирла річки Fluvià, коли воно було за 6 км на південь від свого сучасного місця.

## Визначні пам'ятки
Через річку в XI-XII століттях побудований кам'яний оборонний міст Базалу, що веде до однойменного міста.

## Історичне значення
У 1795 відбулася битва на Флувії: французька армія Східних Піренеїв під командуванням генерала Шерера розбила іспанські війська.